# Власто, Жюли
Пенелопа Жюли «Диди» Власто Серпьери (фр. Pénélope Julie «Diddie» Vlasto Serpieri; 8 августа 1903 — 2 марта 1985) ― французская теннисистка. Завоевала серебряную медаль на Олимпийских играх 1924 года в Париже в женском одиночном разряде, проиграв в финале Хелен Уиллз-Муди. Власто также была победительницей чемпионата Франции 1924 года, участие в котором на тот момент было возможно только для французских граждан. Играла вместе со своей партнёршей Сюзанн Ленглен в многочисленных парных разрядах на различных турнирах начала 1920-х годов.
Согласно мнению Уоллиса Майерса, редактора газет The Daily Telegraph и Daily Mail, Власто входила в десятку лучших ракеток мира в 1923 и 1926 годах: её самой высокой оценкой была позиция № 8 в рейтинге 1923 года.

## Финалы Большого шлема

### Парная игра
| Результат | Год  | Турнир                | Партнер        | Противники                         | Результат      |
| Победа    | 1925 | Чемпионат Франции     | Сюзанн Ленглен | Китти Маккейн-Годфри Эвелин Койлер | 6-1, 9-11, 6-2 |
| Победа    | 1926 | Чемпионат Франции (2) | Сюзанн Ленглен | Китти Маккейн-Годфри Эвелин Койлер | 6-1, 6-1       |

### Микст
| Результат | Год  | Турнир            | Партнер   | Противники                | Результат |
| Поражение | 1925 | Чемпионат Франции | Анри Коше | Сюзан Ленглен Жак Брюньон | 2-6, 2-6  |